# Magny-Cours
Magny-Cours è un comune francese di 1 481 abitanti situato nel dipartimento della Nièvre nella regione della Borgogna-Franca Contea.
Nelle sue vicinanze sorge il circuito automobilistico ex sede del Gran Premio di Francia di Formula 1, ma sede del Gran Premio di Francia di Superbike.

## Società

### Evoluzione demografica
Abitanti censiti

### Istruzione
- Institut supérieur de l'automobile et des transports